# Cameron Daddo
Cameron Daddo, de son vrai nom Cameron Peter Daddo, est un acteur australien né le 7 mars 1965 à Melbourne, dans l'État du Victoria, en (Australie).
Il est essentiellement connu pour avoir tenu le rôle principal de la série FX, effets spéciaux.

## Biographie

### Débuts
Cameron Daddo est né le 7 mars 1965 à Melbourne, dans l'État du Victoria, en (Australie).

### Carrière
Cameron Daddo joue longtemps dans les séries télévisées. Il commence à se faire connaître du grand public pour son rôle de Brian dans la série Models Inc au côté de Linda Gray puis dans le rôle de Rollie Tyler dans les saisons 1 et 2 de FX, effets spéciaux. Il enchaîne ensuite avec des apparitions dans la série américano-canadienne Andromeda de Gene Roddenberry.
Cameron Daddo a également joué dans la série Les Experts et sa série dérivée Les Experts : Miami. Il joue également dans Inland Empire de David Lynch.
En 2009, il donne la réplique à Kiefer Sutherland dans la saison 7 de 24 heures chrono. En 2010, il joue un rôle dans un épisode de la troisième saison de la série The Mentalist.

### Vie privée
Il a trois frères, Andrew Daddo (en), Lochie Daddo (en) et son frère jumeau nommé Jamie, qui est artiste, ainsi qu'une sœur ainée nommé Belinda. Il est également le père de trois enfants.

## Filmographie

### Au cinéma
- 2001 : Anthrax : Sgt. Craig Anderson
- 2002 : Piège sur Internet : Eddie
- 2005 : Confession : père Michael Kelly
- 2005 : Ptérodactyles : le professeur Michael Lovecraft
- 2006 : Big Mamma 2 : Casal
- 2006 : Chloe's Prayer : Peter Quinlan
- 2006 : Inland Empire : le manager de Devon Berk
- 2007 : Hacia la oscuridad : Victor
- 2008 : Drifter : Martin
- 2009 : Passengers : Tom
- 2009 : The Perfect Sleep : Rogozhin
- 2012 : Six Lovers : the interviewer
- 2014 : Fandango : Mason Scott

### À la télévision
- 1990 : G.P. : Dr. Chris Carroll (saison 2 épisode 25)
- 1992 : Cluedo : Roger Plum (saison 1 épisode 3)
- 1992 : Bony : Détective David John 'Bony' Bonaparte
- 1993 : Les Aventures du jeune Indiana Jones : Jack Anders (saison 2 épisode 24)
- 1994-1995 : Models Inc. : Brian Peterson
- 1996 : Troubles : Alan (saison 1 épisode 12)
- 1996-1998 : FX, effets spéciaux : Rolland 'Rollie' Tyler
- 1999 : Hope Island : Daniel Cooper
- 2000 : Andromeda : Rafe Valentine (saison 1 épisode 7)
- 2000 : À la Maison-Blanche : Aide #2 (saison 2 épisode 8)
- 2001 : Invasion planète Terre : Jeff Marlowe (saison 4 épisode 19)
- 2001 : Au-delà du réel : L'aventure continue : Alec Landau (saison 7 épisode 11)
- 2001 : Dangereuses fréquentations au Zebra Lounge de Kari Skogland (TV)
- 2001 : Mentors : Black Bart (saison 2 épisode 10)
- 2002 :  Monk - (série télévisée) - Saison 1, épisode 11 (Monk et le tremblement de terre (Mr. Monk and the Earthquake) ) : Darryl Wright
- 2003 : Les Experts : le directeur de l’hôtel (saison 3 épisode 16)
- 2003 : Adam Sullivan : Joe (saison 1 épisodes 6 et 8)
- 2003 : Riverworld, le monde de l'éternité : Samuel Langhorne Clemens
- 2003-2004 : Spy Girls : Quentin Cross
- 2004 : Summerland : Bryant (saison 1 épisode 5)
- 2004 : Les Experts : Miami : Stanley Hemming (saison 3 épisode 10)
- 2005 : Cyclone Catégorie 7 : Tempête mondiale (Category 7: The End of the World) : Ross Duffy, météorologue
- 2006 : Boston Justice : Sean Wilkes (saison 3 épisodes 8 et 9)
- 2008 : Le Baiser de minuit (A Kiss at Midnight) : Josh Sherman
- 2009 : FBI : Portés disparus : Richard Connelly (saison 7 épisode 14)
- 2009 : 24 heures chrono : Vice-Président Mitchell Hayworth (saison 7 épisodes 12 et 13)
- 2009 : Eleventh Hour : Ray Wynne (saison 1 épisode 18)
- 2010 : NCIS : Enquêtes spéciales : Dan Mayfield (saison 8 épisode 7)
- 2010 : Human Target : La Cible : Capitaine Mike Harmen (saison 2 épisode 4)
- 2011 : Mentalist : époux de Micah Newton (saison 3 épisode 17)
- 2011 : Leverage : John Drexel (saison 4 épisode 1)
- 2011 : Rizzoli & Isles : Robert Cranston (saison 2 épisode 7)
- 2011 : Le Fantôme du grenier (Oliver's Ghost) : Doug McCaffrey